# Statsrådet (Norge)
 For alternative betydninger, se Statsråd. (Se også artikler, som begynder med Statsråd)
Statsrådet i Norge er et råd, bestående af statsministeren og mindst syv andre medlemmer udpeget af kongen. Statsrådet er både et kabinet og et kongeligt råd.
Kongen udpeger kun medlemmer, som har støtte fra Stortinget til dette. Mellem 1884 og 2007 blev parlamentarismen praktiseret med grundlag i konstitutionel sædvane. I 2007 blev parlamentarismen grundlovfæstet gennem den nye § 15 i den norske grundlov.
Af statsrådets medlemmer må desuden over halvdelen bekende sig til den evangelisk-lutherske religion (dvs. være medlemmer af statskirken). Statsråder, som ikke er medlem af statskirken, deltager ikke i behandlingen af sager, som angår statskirken.